# 忍經
忍經是元朝大德十年(公元1307年)丙午閏月由吳亮所著；元武宗至大三年庚戍年(公元1310年)許名奎撰勸忍百箴。內容涉及到經、史、子、集各個方面，是中國最有系統的忍學書籍。

## 《忍經》目錄
```
  言之忍第一        氣之忍第二
  色之忍第三        酒之忍第四
  聲之忍第五        食之忍第六
  樂之忍第七        權之忍第八
  勢之忍第九        貧之忍第十
  富之忍第十—      賤之忍第十二
  貴之忍第十三      寵之忍第十四
  辱之忍第十五      安之忍第十六
  危之忍第十七      忠之忍第十八
  孝之忍第十九      仁之忍第二十
  義之忍第二十—    禮之忍第二十二
  智之忍第二十三    信之忍第二十四
  喜之忍第二十五    怒之忍第二十六
  疾之忍第二十七    變之忍第二十八
  侮之忍第二十九    謗之忍第三十
  譽之忍第三十一    連之忍第三十二
  笑之忍第三十三    妒之忍第三十四
  忽之忍第三十五      忤之忍第三十六
  仇之忍第三十七    爭之忍第三十八
  欺之忍第三十九    淫之忍第四十
  懼之忍第四十一    好之忍第四十二
  惡之忍第四十三    勞之忍第四十四
  苦之忍第四十五    儉之忍第四十六
  貪之忍第四十七    躁之忍第四十八
  虐之忍第四十九    驕之忍第五十
  矜之忍第五十一    侈之忍第五十二
  勇之忍第五十三    直之忍第五十四
  急之忍第五十五    死之忍第五十六
  生之忍第五十七    滿之忍第五十八
  快之忍第五十九    取之忍第六十
  與之忍第六十一    乞之忍第六十二
  求之忍第六十三    失之忍第六十四
  利害之忍第六十五  頑嚚之忍第六十六
  不平之忍第六十七  不滿之忍第六十八
  聽讒之忍第六十九  無益之忍第七十
  苛察之忍第七十—  屠殺之忍第七十二
  禍福之忍第七十三  苟祿之忍第七十四
  躁進之忍第七十五  特立之忍第七十六
  勇退之忍第七十七  挫折之忍第七十八
  不遇之忍第七十九  才技之忍第八十
  小節之忍第八十一  隨時之忍第八十二
  背義之忍第八十三  事君之忍第八十四
  事師之忍第八十五  同寅之忍第八十六
  為士之忍第八十七  為農之忍第八十八
  為工之忍第八十九  為商之忍第九十
  父子之忍第九十一  兄弟之忍第九十二
  夫婦之忍第九十三  賓主之忍第九十四
  奴婢之忍第九十五  交友之忍第九十六
  年少之忍第九十七  將帥之忍第九十八
  宰相之忍第九十九  好學之忍第一百
```

## 經典語句
百行之本，忍之為上。小不忍則亂大謀  
<<春秋‧孔子語>>